# Marek Kubliński
Marek Kubliński (ur. 27 września 1931 roku w Makowie Podhalańskim, zm. 4 października 1950 roku w Krakowie) – uczestnik konspiracji antykomunistycznej w Polsce, ofiara represji stalinowskich.

## Życiorys
Zdał maturę w II Liceum Ogólnokształcące im. Króla Jana III Sobieskiego w Krakowie w roku 1949.
We wrześniu 1948 wspólnie z Adamem Sirko zainicjował powołał kółko samokształceniowe. Wspólnie kupili wówczas powielacz i ukryli  w mieszkaniu Kublińskiego. Razem z Bohdanem Różyckim wydrukowali ok. 1000 szt. ulotek nawołujących do oporu wobec władz komunistycznych. Wiosną 1949 Kubliński i Sirko zostali zatrzymani przez WOP na granicy z Czechosłowacją w czasie domniemanej próby ucieczki na Zachód. W listopadzie 1949 do ich organizacji zostali wprowadzeni Andrzej Brożek oraz Tadeusz Czarnota. Kubliński i Różycki mieli stanowić patrol dywersyjny, któremu powierzono zadanie zdobycia broni. W lutym 1950 Różycki kupił pistolet i karabin „Mauser”. Wraz z Kublińskim przeprowadzili udane akcje rozbrajania milicjantów 5 i 7 kwietnia 1950. 22 kwietnia kolejne rozbrojenie nie udało się. Za uciekającymi ulicami Starego Miasta chłopcami ruszył pościg. Na Rynku Głównym miała miejsce wymiana ognia, w czasie której obaj zostali ranni. Różycki późnym wieczorem osaczony, w wyniku dodatkowych ran postrzałowych, zmarł kilka minut po północy. Kubliński zbiegł z Krakowa do Rabki, gdzie został aresztowany 24 kwietnia.

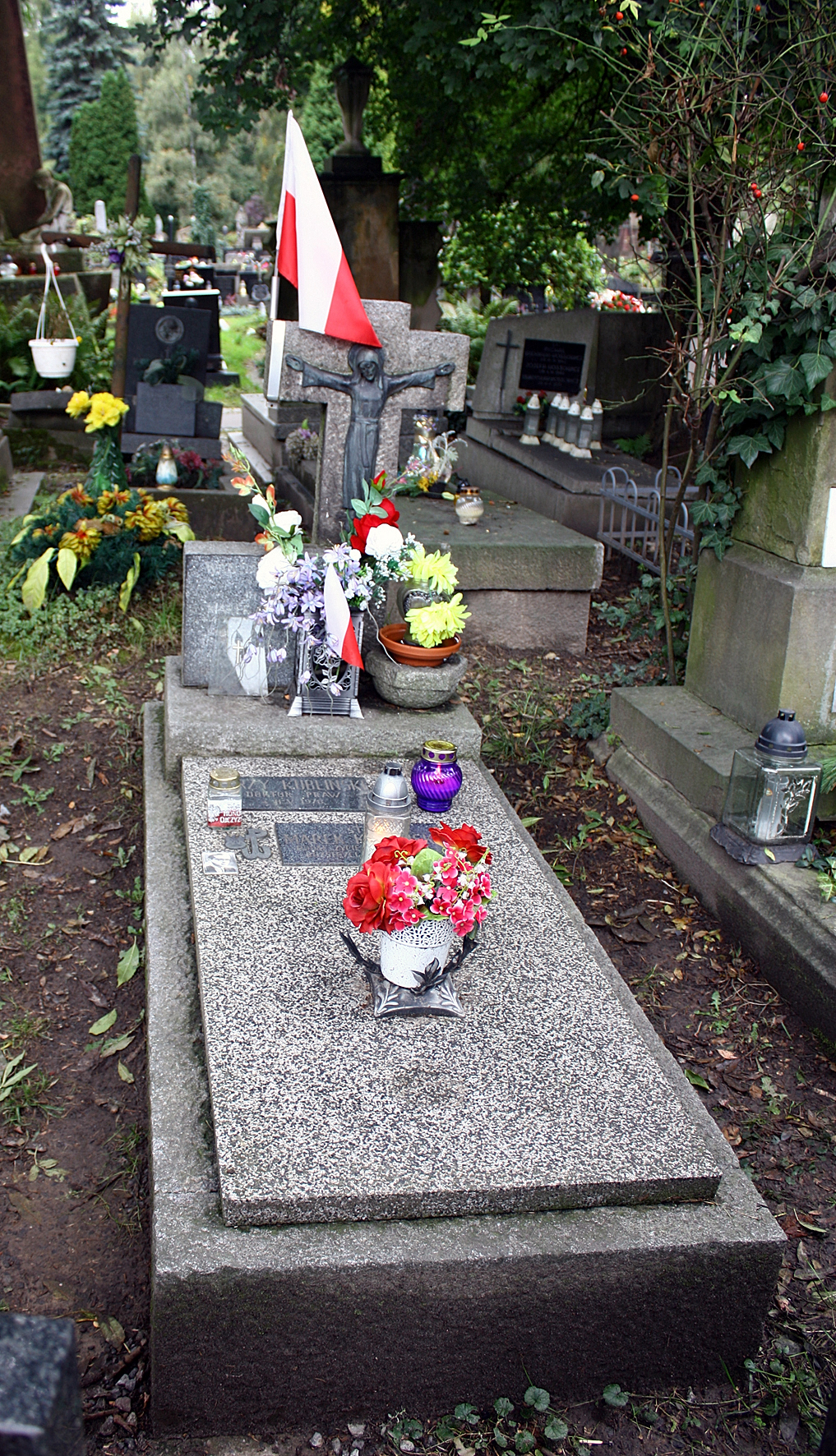
Miejsce spoczynku Marka Kublińskiego w grobie rodzinnym na cmentarzu Rakowickim (lokalizacja grobu: kwatera HE, rząd 3, nr grobu 5)

15 czerwca 1950 Wojskowy Sąd Rejonowy w Krakowie skazał go na karę śmierci. Został zabity, najprawdopodobniej strzałem katyńskim, na podwórzu więzienia przy ul. Montelupich w Krakowie 4 października 1950. Ciała nie wydano rodzinie, zostało pochowane na tzw. kompostowniku przy płocie cmentarza Rakowickiego w Krakowie. W 1951 rodzina potajemnie ekshumowała zwłoki, które zostały złożone w rodzinnym grobie na tym samym cmentarzu (Kwatera: HE, Rząd: 3, Nr grobu: 5).
10 stycznia 1992 postanowieniem Wydziału III Karnego Sądu Wojewódzkiego w Krakowie unieważniono wyrok WSR w Krakowie z 1950.